# Ludmila Vachtová
Ludmila Vachtová (24. září 1933 Beroun – 23. července 2020 Curych) byla česká historička a teoretička umění, výtvarná kritička, kurátorka výstav moderního a soudobého umění a překladatelka. V 60. letech 20. století působila jako kurátorka Galerie na Karlově náměstí a Galerie Platýz. Od roku 1972 žila ve Švýcarsku. Byla manželkou významného švýcarského sochaře a kreslíře Florina Granwehra (1942–2019).

## Život
Po maturitě se roku 1951 neúspěšně pokusila o přijímací zkoušky na Akademii výtvarných umění v Praze a ještě v témže roce byla přijata na obor výtvarná výchova na Pedagogické fakultě UK v Praze. Jejími profesory byli Martin Salcman, Karel Lidický, Vladimír Denkstein, Miroslav Míčko, J. Uždil, jako asistenti na katedře působili Kamil Linhart a Zdeněk Sýkora. Linhart půjčoval studentům samizdatové texty o moderním výtvarném umění, které překládala jeho žena Věra Linhartová. Ludmila Vachtová ukončila studium v roce 1954 dvěma diplomovými pracemi: Alegorie a symbol v české barokní plastice, Renesanční plastika v Čechách.
Od roku 1954 pracovala jako redaktorka a přispěvatelka v časopisu Výtvarné umění, 1962–1965 v časopisu Knižní kultura, od roku 1969 v časopisu Umění a řemesla. V letech 1957–1963 externě studovala dějiny umění na Filozofické fakultě Univerzity Karlovy (prof. Jaroslav Pešina). Studium ukončila diplomovou prací František Kupka (1963), kterou roku 1968 obhájila jako doktorskou disertaci. Roku 1964 přednášela dějiny moderního umění na Katedře žurnalistiky FFUK. Od roku 1966 byla členkou Mezinárodní asociace výtvarných kritiků AICA.
Od roku 1955, kdy vyšel její první článek o Kupkovi, publikovala v časopisu Tvar články o moderním umění ( Jan Zrzavý ,  Richard Fremund ,  Robert Piesen ,  Jitka Kolínská ). Spřátelila se s Mikulášem Medkem, Janem Kotíkem, Anetou a Liborem Fárovými a Zdeňkem Sklenářem. Na popud italského literárního historika Giancarlo Vigorelliho, který vydával časopis L‘Europa litteraria, napsala článek o Mikuláši Medkovi, Josefu Istlerovi, Janu Koblasovi, Janu Kotíkovi a Zdeňku Sklenářovi, který vyšel roku 1960 pod názvem Cinque pittori cecoslovacchi v La Biennale di Venezia. Ten byl první zprávou o českém současném umění na Západě a Vachtovou kvůli tomu vyšetřovala StB a dostala výpověď z redakce. Po opakovaných odvoláních proti výpovědi zůstala sice zaměstnána v redakci Výtvarného umění, ale nesměla v časopisu publikovat. Od roku 1961 psala články pro časopis Výtvarná práce a roku 1964 přijala nabídku přejít do nově založeného časopisu Knižní kultura.
Roku 1964 se podílela s Hanou Seifertovou na výstavě Socha 1964 v Liberci. V témže roce jako vedoucí výstavní komise převzala Galerii na Karlově náměstí, kde uvedla Františka Kupku, moskevské kinetisty, Zdeňka Pešánka a autorské výstavy řady současných českých výtvarníků, z nichž někteří vystavovali v Praze poprvé (Karel Malich, Hugo Demartini, Běla Kolářová, Daniela Vinopalová, Stanislav Zippe). Z časopisu Knižní kultura odešla roku 1966, aby se mohla věnovat prodejní galerii Platýz. Ta se měla stát experimentální prodejní galerií, která se bude řídit tržními principy a budou v ní zastoupeni i výtvarníci mimo tehdejší oficiální podnik Českého fondu výtvarných umění Dílo. Kolem galerie se vytvořil okruh autorů, mezi kterými byli Josef Istler, Mikuláš Medek, Libor Fára, Olga Karlíková, Daisy Mrázková, Adriena Šimotová ad. V Platýzu se také konala autorská čtení (Jiří Kuběna, Jan Werich, Helmut Heißenbüttel, ad.) a několikrát tzv. Trh pod plachtou – prodejní výstava nejmladších výtvarníků v nádvoří Platýzu.
19. srpna 1968 za ní poprvé přijel ze Švýcarska do Prahy její budoucí manžel sochař Florin Granwehr a zažil zde sovětskou invazi. S ním se seznámila roku 1967 ve Florencii, když vezla pomoc pro nápravu škod po povodni (1966). Po srpnové okupaci roku 1968 sídlil v Platýzu přechodně výbor klubu osvobozených politických vězňů K 231 a krátce tam před odchodem do exilu pracoval Karel Kyncl.
Provdala se roku 1969, ale z pracovních důvodů zůstala v Praze. V době počínající normalizace roku 1969 připravila výstavu křesťanského umění v Arcibiskupském paláci a výstavu umělců zastoupených v její galerii pro automobilku Renault. Roku 1970 vyjednala ve Švýcarsku účast českých umělců na veletrhu umění, ale po návratu byla vyhozena ze zaměstnání. Od té doby směla publikovat články v časopisech pouze pod cizím jménem. Nemohla sehnat jiné zaměstnání a byla odkázána na pomoc přátel (Ondřej J. Sekora, Věra Janoušková, Jiří Kolář) a drobné zakázky, které jí nabídl ředitel Národní galerie Jiří Kotalík.
Poté, co jí komunistický režim zrušil smlouvy na připravované publikace (nepublikované rukopisy: Zdeněk Sklenář, Odeon, Abstraktní umění, Obelisk, Constantin Brancusi, Odeon) a odňal jí cestovní pas, se v prosinci 1972 vystěhovala do Švýcarska za svým manželem. Zde zprvu hledala zaměstnání a její první příležitostí byla spolupráce s Ústavem pro dějiny umění v  Curychu na dějinách umění ve Švýcarsku. Později pracovala jako kurátorka výstav a výtvarná kritička periodik Neue Zürcher Zeitung (1974–1982), Tages Anzeiger (1983–1989), Frakfurter Algemeine Zeitung (1982–1989). Roku 1989 se stala obětí autonehody. Po uzdravení začala pracovat pro Weltwoche (1990–2006).
V letech 1975–1976 přednášela dějiny moderního umění na Kunstgewerbeschule Zürich, roku 1980 dějiny ruského umění na Universität Zürich. V letech 1987–2000 byla předsedkyní poroty Kiefer Hablitzel Stiftung v Bernu, které uděluje stipendia pro začínající umělce. V letech 2000–2007 byla členkou předsednictva poroty Roswitha Haftmann Stiftung v Curychu. Roku 2012 měla přednášku o kurátorství v rámci cyklu Středy na AVU v Praze.

### Ocenění
- 1968 Cena Antonína Matějčka
- 1968 Cena nakladatelství Odeon za publikaci František Kupka (anglicky vydal Thames and Hudson, London, McGraw Hill, New York, 1968)
- 1993 Cena svazového úřadu pro kulturu v Bernu Werkjahr für Kunstkritik
- 2001 Cena Revolver Revue
- 2007 druhá cena v soutěži Nejkrásnější české knihy roku 2006 (Knihy o výtvarném umění, obrazové a fotografické publikace) za knihu Teď. Práce Evy Kmentové.

## Dílo
Ludmila Vachtová se věnovala především sochařům a aktuálním projevům lyrické a geometrické abstrakce. Ve druhé polovině 60. let uspořádala v Galerii na Karlově náměstí každoročně zhruba desítku výstav. Navázala spolupráci s ředitelkou liberecké Oblastní galerie Hanou Seifertovou a po úspěšné výstavě Socha 1964 (1964) spolu připravily v Liberci výstavy rakouských (1965) a slovenských (1966) sochařů, autorskou výstavu Věry a Vladimíra Janouškových (1967) a roku 1969 výstavu Socha a město. Kromě toho byla Vachtová roku 1968 kurátorkou výstavy Františka Kupky v Národní galerii - v paláci Kinských a ve Valdštejnské jízdárně,  Jana Kotíka  v Mánesu a  Olgy Karlíkové v Umělecké besedě.
Její monografie Františka Kupky „ležela“ v nakladatelství Odeon od roku 1965. Když byla v roce 1968 vydána, získala Cenu nakladatelství, Cenu za nejlepší publikaci roku a Cenu české výtvarné kritiky pojmenované po Antonínu Matějčkovi.
Ve Švýcarsku a Německu kromě Františka Kupky psala o Vojtěchu Preissigovi, Jiřím Kolářovi, Mikuláši Medkovi, českém kubismu, Josipu Plečnikovi a o výstavách na počest Rudolfa II.
Po roce 1989 se podílela na několika výstavách v českých galeriích (Miloslav Chlupáč (1992), Olga Karlíková (1996), Eva Kmentová (2006) a na souborných výstavách Umění zrychleného času (1999), Anatomie skoku do prázdna (2018), byla členkou redakční rady časopisu Ateliér a připravila publikaci Kupka – Waldes, umělec a jeho sběratel, kterou vydal v roce 2001 Petr Meissner.
Přispívala do časopisů Acta scaenografica, Art & antiques, Ateliér, Dialog, Divadelní noviny, Divadlo, Doba, Domov (mj. stálá rubrika „Muž, který vaří“), Estetická výchova, Film a doba, Hollar, Knižní kultura, Kritická příloha Revolver Revue, Kulturní tvorba, Květen, Lidové noviny, Listy, Literární listy, Literární noviny, Novinky Odeonu, Orientace, Revolver Revue, Sešity pro mladou literaturu, Světová literatura, Tvar, Umění a řemesla, Výtvarná práce, Výtvarné umění ad. (pseudonym: Jiří Brhlík, šifry: aV, LGV, LV, L. V., -lv, -lv-, L. Vá, L. V-á, vT, vZ), do zahraničních periodik Alte und moderne Kunst (Wien), Art. Das Kunstmagazin (Hamburg), Art International (Lugano), Beaux-Arts-Magazine (Paris), La Biennale di Venezia (Venezia), Ceramics. Art and Perception (Sydney), L’Europa letteraria (Roma), Frankfurter Allgemeine Zeitung (Frankfurt am Main), Kölnischer Stadtanzeiger (Köln am Rhein), Kunstbulletin (Zürich), Das Kunstwerk (Stuttgart), Mare. Die Zeitschrift der Meere (Hamburg), Neue Zürcher Zeitung (Zürich), Parkett (Zürich), Passagen/Passages. Eine schweizerische Kulturzeitschrift (Zürich), Rheinischer Merkur (Köln am Rhein), Schweizer Monatshefte. Zeitschrift für Politik, Wirtschaft, Kultur (Zürich), Tages-Anzeiger (Zürich), Tageszeitung (Berlin), Weltwoche (Zürich), Zürich Next (Zürich) ad.